# 胎児の人権宣言
胎児の人権宣言（たいじのじんけんせんげん）とは、1991年4月27日に日本の上智大学で開催された国際生命尊重会議で採択された胎児の人権についての宣言。発案者は「菊田医師赤ちゃんあっせん事件」の菊田昇。会議ではこの日を『世界生命の日』として制定した。
国際連合や各国で世界的にこれが認められるよう求めているが、2010年時点では批准されていない。